# 彭旭明
彭旭明（1949年3月2日—），生於台灣新竹市，化學家，中央研究院院士，台灣大學教授。主要研究領域為無機化學、結晶學、奈米科學。

## 生平
1949年出生於新竹市關東橋，有五個兄姐。父親彭火焱，生於1917年，台北帝國大學醫專(台大醫學院前身) 畢業，為當地有名的醫生。1970年，畢業於台灣大學化學系。之後留學美國，1975年取得芝加哥大學化學博士。隨後至美國西北大學進行博士後研究。1976年回到台灣，任教於台灣大學。1998年，當選中央研究院院士。1999年至2002年間，任台灣大學副校長。

## 榮譽
1983 年德國馬普科學院固態研究所宏博學者
1985 年國立台灣大學傑出青年校友
1985-2000 年國科會四次傑出研究獎及特約研究員
1991 年中山學術著作獎
1992 年中國化學學會化學會學術獎章
1996 年侯金堆傑出榮譽獎(基礎科學數理類)
1996 年教育部學術獎(數理類)
1997-2000 年教育部第一屆國家講座(數理類)
1998 年中央研究院院士
2000 年張昭鼎基金會學術獎
2001-2002 年中國化學學會理事長
2002 年第三世界科學院化學獎
2004 年第三世界科學院院士
2005 年中華民國斐陶斐傑出成就獎
2005 年有庠奈米科技講座
2006-2009 年；2009-2012 年台灣大學特聘講座教授
2008 年台法科技獎
2009 年英國皇家化學會會士
2011 年日本配位化學會國際榮譽獎
2011 年亞洲化學會聯盟講座獎
2013 年總統科學獎

## 外部連結
- 彭旭明台大化學系首頁 （页面存档备份，存于）